# Frifri (marque)
Pour les articles homonymes, voir Frifri.
Frifri est une marque belge qui existe depuis plus de 60 ans. Cette marque propose des produits conçus en Belgique pour réaliser les principales spécialités belges : frites, gaufres et chocolat.

## Produits
- Friteuse Frifri : Les friteuses à huile de la marque Frifri sont encore et toujours fabriquées en Belgique, dans l’usine Frifri de Courcelles. Ce sont les seules friteuses à huile actuellement sur le marché à être conçues et fabriquées en Belgique.
- Le Gaufrier Frifri existant depuis 1958 : L’ancien gaufrier Nova est en fait l’ancêtre du Gaufrier Frifri actuel.
- La Chocolatière Frifri : La Chocolatière est une innovation mondiale pensée par la marque Frifri. Cet appareil a été créé en collaboration avec un maître chocolatier bien connu en Belgique, Laurent Gerbaud.

## Historique
En 1958, la marque Frifri voyait le jour en Suisse. C’est à ce moment que le principe de la zone froide pour les friteuses est né. À l’époque, Frifri était une marque dont les friteuses étaient destinées à un usage uniquement professionnel. Frifri-Suisse place alors la résistance dans la cuve même de ses friteuses et non plus en dessous de la cuve comme auparavant. C’est cette invention que l’on appelle maintenant la zone froide. Cette invention permet de garder une huile de friture de meilleure qualité, car l’huile étant en dessous de la résistance, elle chauffe moins fort et les résidus de friture se déposent donc instantanément dans le bas de la cuve sans recuire à chaque cuisson.
Jusque-là, Frifri est donc uniquement réservé aux professionnels. Mais en 1972, Denis Dalcq crée sa propre société et propose la friteuse Frifri à zone froide aux particuliers.
Fin des années 1990, Dalcq SA s’attaque à une autre spécialité belge en rachetant la société Nova Electro International bien connue pour son gaufrier ayant traversé les générations. Frifri le rend plus indispensable en créant 2 plaques supplémentaires pour les gaufres fourrées et les cornets de glace. D’autres adaptations ont lieu par la suite dont une coque en bakélite pour éviter les accidents.
Au début des années 2000, Frifri crée la première friteuse sans huile sous le nom de “Grill Frites”. Depuis ce type de friteuse a gagné ses lettres de noblesse dans le monde de l’électroménager et le « Grill Frites » a été remplacé par des modèles plus performants.
Denis Dalcq invente ensuite une nouvelle tête de friteuse qu’il fera ensuite breveter. Cette tête de friteuse dispose d’un design ergonomique, d’une sécurité optimale pendant la cuisson grâce à sa molette située à l’arrière et d’une grande facilité de nettoyage, du fait qu’elle est complètement détachable du reste de la friteuse.
En 2011, Denis Dalcq, fondateur de Frifri au Benelux et en France, vend sa société et ce sont de nouveaux actionnaires qui prennent la relève : Sébastien Frederich et Gautier Royer. Ces nouveaux actionnaires font perdurer la tradition tout en mettant l’innovation à l’honneur.
Ils commencent par la création du couvercle Duofil : un couvercle de friteuse à mettre pendant la cuisson sans pour autant perdre de vue la préparation avec son hublot transparent. L’atout majeur de cette innovation est sa double action anti-graisse et anti-odeur grâce à ses filtres à charbon.
En 2016, de nouveaux actionnaires entrent en jeu et un nouveau produit bien belge rejoint la famille Frifri : La chocolatière. Il s’agit d’une tempéreuse à chocolat qui a été développée et pensée avec un maître chocolatier belge bien connu, Laurent Gerbaud.
D’autres produits ont rejoint la famille Frifri depuis : La Plancha, Le Grill, La Sorbetière, Les friteuses sans huile nouvelles générations, La Raclette, Le Croque-monsieur, Le Mixeur ou Le Blender. L’actionnariat a lui aussi changer avec le départ de Gautier Royer et l’arrivées de nouveaux actionnaires.
En 2019, un produit s’ajoute à la gamme : le CookAll est un combiné 4 en 1 prévus spécialement pour les petits espaces.